# Говор
Вижте пояснителната страница за други значения на Говор.
Говорът, още и субдиалектът, е разновидност на езика и социолингвистичен термин (идиолект) за обозначение на неголяма, като правило териториално свързана общност от носители на даден език. Говорът е основна структурна единица на езика. Отличава се в рамките на езика с някои свои специфични черти на ниво езикова структура – например фонетични като в случая със западнобългарските и източнобългарски говори, разделяни от ятовата граница.
На ниво сравнително езикознание, говорът е общоприет като най-ниска величина на раздробяване на даден език, която притежава във висша степен определени и постоянни (неизменни) характеристики, способни несъмнено да го идентифицират. Говорът като правило се отнася за сравнително малки демографски общности и служи между членовете им за общи потребности при постоянство в езиковата комуникация. По тези причини даден говор може да се отнася и за съвсем малки и обособени общности – градчета, паланки, села. Някои говори представляват изключително интересен феномен и по тази причина са обект на специално изследване и изучаване като например говорът на т.нар. галиполски сърби, на чийто говор известният сръбски езиковед и диалектолог Павле Ивич е посветил специална студия.
По принцип делението на говорите е на териториален признак, но може да бъде и на социален, в който случай обектът на изследване и изучаване от социолингвистиката са жаргоните, които на по-високо социално ниво прерастват в групов говор. Други видове социални диалекти са тайните говори, известни още като арго, както и класовите говори, които днес са напълно изчезнали в Европа.
Териториалните говори от своя страна се поделят на преходни, смесени, майчини, преселнически и островни говори (тук се имат предвид останали в пълна изолация чуждоезикови общности), пример за които е говорът на т.нар. галиполски сърби, които по преданията им са от Поморавието, и са определяни от сръбските езиковеди като общност, успяла да опази говора си в гръцка и турска езикова среда, и чийто говор е старопоморавски и отнасян от Павле Ивич към севернопоморавския днешен такъв, класифициран като старощокавски сръбски диалект, чийто диалектен континуум достига досами Белград. Също така интересен феномен са малоазийските български говори сред малоазийските българи.